# Dacnopilio
Genre
Dacnopilio est un genre d'opilions eupnois de la famille des Phalangiidae.

## Distribution
Les espèces de ce genre se rencontrent en Afrique.

## Liste des espèces
Selon World Catalogue of Opiliones (29/04/2021) :
- Dacnopilio armatus Roewer, 1911
- Dacnopilio insularis Hansen, 1921
- Dacnopilio kraepelini (Roewer, 1911)
- Dacnopilio quadridentatus Lawrence, 1965
- Dacnopilio scopulatus Lawrence, 1963

## Publication originale
- Roewer, 1911 : « Übersicht der Genera der Subfamilie der Phalangiini der Opiliones Palpatores nebst Beschreibung einiger neuer Gattungen und Arten. » Archiv für Naturgeschichte, vol. 77, p. 1–106 (texte intégral).